# Triskilian
Die Triskilian sind eine   Musikgruppe für Mittelaltermusik und traditionelle Musik.

## Diskografie
- 2003: Triskilian
- 2005: Werltenklanc
- 2007: Do durch der werlde
- 2009: Birkenhain (Totentanz)
- 2012: °neo
- 2015: Bell'amata